# 莎莎 (游戏)
《莎莎》是一款由ASCII公司制作和出品的射击游戏。游戏首先于1984年以名义在MSX1发行，后以「莎莎机器人」名义移植至FC游戏机。
玩家的角色是一名机器人，利用子弹保护自己。当子弹使用完，游戏结束。